# Dariusz Zelig
Dariusz Zelig (Koszalin, 22 novembre 1957) è un ex cestista polacco.

## Carriera
Con la Polonia ha disputato i Giochi olimpici di Mosca 1980 e sei edizioni dei Campionati europei (1979, 1981, 1983, 1985, 1987, 1991).

## Palmarès

### Squadra
- Campionato polacco: 8

Wybrzeże Danzica: 1977-78
Śląsk Breslavia: 1978-79, 1979-80, 1980-81, 1986-87, 1990-91, 1991-92, 1992-93
- Campionato belga: 1

Ostenda: 1987-88
- Coppa di Polonia: 4

Wybrzeże Danzica: 1978
Śląsk Breslavia: 1980, 1990, 1992

### Individuale
- Polska Liga Koszykówki MVP: 2

Śląsk Breslavia: 1984-85, 1986-87